# 毛瓣棘豆
毛瓣棘豆（学名：Oxytropis sericopetala）为豆科棘豆属下的一个种。